# Surbiton Trophy 2024
Il Surbiton Trophy 2024 è stato un torneo di tennis professionistico. È stata la 19ª edizione del torneo maschile, facente parte della categoria Challenger 125 nell'ambito dell'ATP Challenger Tour 2024, con un montepremi di 148 000 €. È stata la 20ª edizione del torneo femminile, facente parte della categoria W100 con un montepremi di 100 000 $. Si è giocato dal 3 al 9 giugno 2024 sui campi in erba del Surbiton Racket and Fitness Club di Surbiton, nel Regno Unito.

## Torneo maschile

### Teste di serie
| Nazionalità | Giocatore             | Ranking* | Testa di serie |
| ----------- | --------------------- | -------- | -------------- |
| Stati Uniti | Alex Michelsen        | 60       | 1              |
| Regno Unito | Daniel Evans          | 62       | 2              |
| Finlandia   | Emil Ruusuvuori       | 67       | 3              |
| Australia   | Christopher O'Connell | 68       | 4              |
| Stati Uniti | Mackenzie McDonald    | 74       | 5              |
| Stati Uniti | Brandon Nakashima     | 84       | 6              |
| Australia   | Aleksandar Vukic      | 89       | 7              |
| Cina        | Shang Juncheng        | 92       | 8              |

* Ranking al 27 maggio 2024.

### Altri partecipanti
I seguenti giocatori hanno ricevuto una wild card per il tabellone principale:
- Daniel Evans
- Arthur Fery
- Billy Harris

I seguenti giocatori sono entrati in tabellone come alternate:
- Mattia Bellucci
- Maxime Cressy
- Shintaro Mochizuki
- Leandro Riedi
- Sho Shimabukuro
- Beibit Zhukayev

I seguenti giocatori sono passati dalle qualificazioni:
- Tristan Schoolkate
- Marc-Andrea Hüsler
- Alex Bolt
- Paul Jubb
- Kyle Edmund
- Gijs Brouwer

Il seguente giocatore è entrato in tabellone come lucky loser:
- Omar Jasika

## Campioni

### Singolare maschile
Lloyd Harris ha sconfitto in finale  Leandro Riedi con il punteggio di 7–6(8), 7–5.

### Doppio maschile
Julian Cash /  Robert Galloway hanno sconfitto in finale  Nicolás Barrientos /  Diego Hidalgo con il punteggio di 6–4, 6–4.

### Singolare femminile
Alison Van Uytvanck ha sconfitto in finale  Tatjana Maria con il punteggio di 6(5)–7, 6–1, 6–2.

### Doppio femminile
Emina Bektas /  Aleksandra Krunić hanno sconfitto in finale  Sarah Beth Grey /  Tara Moore con il punteggio di 6–1, 6–1.